# لوسيا برونزيتي
لوسيا برونزيتي (مواليد 10 ديسمبر 1998) هي لاعبة تنس محترفة إيطالية، أعلى تصنيف لها في الفردي كان ال73 في مايو 2022.

## روابط خارجية
- لوسيا برونزيتي على موقع رابطة محترفات التنس (الإنجليزية)
- لوسيا برونزيتي على موقع الاتحاد الدولي لكرة المضرب (الإنجليزية)
- لوسيا برونزيتي على موقع كأس بيلي جين كينغ (الإنجليزية)
- لوسيا برونزيتي على موقع بطولة ويمبلدون (الإنجليزية)
- لوسيا برونزيتي على موقع خلاصة التنس.كوم (الإنجليزية)
- لوسيا برونزيتي على موقع إي إس بي إن.كوم (الإنجليزية)
- لوسيا برونزيتي على موقع اللجنة الأولمبية الدولية (الإنجليزية)